# Blonďáček
Blonďáček (originální francouzský název Michou d'Auber) je francouzské lehké filmové drama režiséra Thomase Giloua z roku 2007 s Gérardem Depardieu, Nathalie Baye, Mathieu Amalricem a Samym Seghirem v hlavních rolích.

## Obsazení
| Gérard Depardieu       | Georges                  |
| Nathalie Baye          | Gisèle                   |
| Mathieu Amalric        | učitel Jacques           |
| Samy Seghir            | Messaoud alias Michou    |
| Medy Kerouani          | Abdel                    |
| Mohamed Fellag         | Akli                     |
| Catherine Hiegel       | ředitelka sirotčince     |
| Philippe Nahon         | kavárník                 |
| Bernard Yerlès         | Georgesův přítel         |
| Gérald Laroche         | Robert                   |
| Chick Ortega           | Viguier                  |
| Marie Kremer           | prodavačka v papírnictví |
| Gilles Détroit         | kněz                     |
| Robert Plagnol         | Duval                    |
| Ludovic Berthillot     | Max                      |
| Jean-François Gallotte | Berrutin                 |
| Romain Kraeutlein      | Paul                     |
| Cartouche              | Messaoud                 |
| Valérie Mairesse       | Monique                  |